# Oleh Volodimirovics Blohin
Oleh Volodimirovics Blohin (ukránul: Олег Володимирович Блохін; Kijev, 1952. november 5. –), oroszos írásmóddal Oleg Vlagyimirovics Blohin (oroszul: Олег Владимирович Блохин) az ukrán labdarúgó-válogatott edzője, régebben a szovjet válogatottban belső csatár poszton játszott. 1975-ben elnyerte az Aranylabdát.
A Gyinamo Kijev egykori játékosa. Minden idők legeredményesebb szovjet labdarúgója, pályafutása során 211 gólt szerzett. Ezenkívül 432 gólpasszával is listavezető. Nyolc alkalommal nyert szovjet bajnokságot, kétszer KEK-et (1975, 1986). A szovjet labdarúgók közül ő húzhatta fel legtöbbször a válogatott mezt, összesen 112-szer, és ő lőtte a legtöbb gólt válogatott mérkőzésen, szám szerint negyvenkettőt. Az 1982-es és az 1986-os világbajnokságon is játszott. Ő volt az első szovjet játékos, aki külföldre szerződhetett: játszott az osztrák Vorwärts Steyr és a ciprusi Áris csapatában.
Miután aktív pályafutását befejezte, az Olympiakosz, PAOK és a Ionikosz edzője volt. 2003 szeptembere óta az ukrán labdarúgó-válogatott szövetségi kapitánya. A 2006-os világbajnokságon csapatát a negyeddöntőig vezette, ahol a későbbi győztes Olaszországtól kikapott.
2002-ben másodszor is beválasztották az ukrán parlamentbe. Ekkor csatlakozott az Egyesített Ukrán Szociáldemokrata Párthoz (SZDPUo). Jelenleg nem politizál.
Összeházasodott Irina Derjuhina világbajnok ukrán tornásszal, de az 1990-es évek elején elváltak. Egy lányuk született.
2003 novemberében a FIFA megalapításának 50. évfordulóján megkapta az Ukrajna aranyfocistája címet.
2011. április 21-től az ukrán labdarúgó-válogatott szövetségi kapitánya volt. Ezt a posztot 2012 szeptemberéig töltötte be. Ezt követően a Dinamo Kijiv edzője lett.